# Wołodymyr Pawłowski
Wołodymyr Pawłowski (ukr. Володимир Павловський ur. 14 kwietnia 1980 w Kijowie) – ukraiński wioślarz, reprezentant Ukrainy w wioślarskiej czwórce podwójnej podczas Letnich Igrzysk Olimpijskich w Pekinie.

## Osiągnięcia
- Mistrzostwa Świata – Gifu 2005 – dwójka podwójna – 5. miejsce[2].
- Mistrzostwa Świata – Eton 2006 – czwórka podwójna – 2. miejsce[2].
- Mistrzostwa Świata – Monachium 2007 – czwórka podwójna – 6. miejsce[2].
- Mistrzostwa Europy – Poznań 2007 – czwórka podwójna – 4. miejsce[3].
- Igrzyska Olimpijskie – Pekin 2008 – czwórka podwójna – 8. miejsce[2].
- Mistrzostwa Europy – Ateny 2008 – czwórka podwójna – 3. miejsce[3].
- Mistrzostwa Świata – Poznań 2009 – czwórka podwójna – 8. miejsce[3].
- Mistrzostwa Europy – Brześć 2009 – czwórka podwójna – 1. miejsce[3].
- Mistrzostwa Europy – Montemor-o-Velho 2010 – czwórka podwójna – 3. miejsce[3].